# Giersberg (Siegen)
Der Giersberg ist ein 354,4 m hoher Berg im Stadtgebiet Siegens in Nordrhein-Westfalen. Der Berg liegt etwa 1,5 km nordöstlich des Stadtzentrums am Siegberg.
Bereits am 24. Juni 1343 wurde der Giersberg in einer Urkunde erwähnt.
Der Giersberg blieb im Unterschied zum benachbarten Siegberg lange Zeit unbesiedelt. Erst im späten 19. und frühen 20. Jahrhundert begann dessen allmähliche Bebauung mit Wohngebäuden. Fotografien aus den späten 1920er-Jahren zeigen den Westhang des Giersbergs noch weitgehend unbebaut. Zu den ältesten Gebäuden am oder auf dem Giersberg von lokaler oder regionaler Bedeutung zählen das Mitte des 19. Jahrhunderts errichtete St.-Marien-Krankenhaus, die 1879 erbaute Villa Waldrich sowie die Anfang des 20. Jahrhunderts geweihte katholische St.-Michaels-Kirche.
Von der nordöstlichen Schulter des Siegbergs ausgehend führt die Giersbergstraße ebenfalls in nordöstlicher Richtung über den Gipfel des Giersbergs bis in den am nördlichen Hang beginnenden Stadtteil Siegen-Weidenau. Auf dem Gipfel des in der Gegenwart nahezu vollständig mit Wohnhäusern bebauten Berges befinden sich eine Grundschule, eine Gesamtschule und eine Waldorfschule, ein Sportplatz sowie eine Kleingartenanlage. Ebenfalls auf dem Berggipfel steht der Sender Siegen-Giersberg, über den neben Radiosendern des WDR und Radio Siegen auch die öffentlich-rechtlichen Fernsehprogramme über DVB-T2 ausgestrahlt werden. Im Gegensatz zu anderen Siegerländer Bergen gab es am und im Giersberg keine größeren Bergwerksstollen; die Grube Junger Busch wird 1855 genannt. Heute ist „Giersberg“ eine regionale Bezeichnung des Stadtviertels und wird wie die Nennung eines Stadtteils benutzt.
Der Giersberg wird von den beiden Röhren des nach ihm benannten Eisenbahntunnels Giersbergtunnel unterquert. Die einander überkreuzenden Tunnelröhren der Dillstrecke haben eine Länge von 732 m (eingleisige Strecke Richtung Siegen Hauptbahnhof) beziehungsweise 699 m (zweigleisige Strecke Richtung Bahnhof Siegen-Weidenau).
Über den Giersberg führt von der Straße Stockweg im Nordosten, streckenweise über die Giersbergstraße, bis zum Hohler Weg im Südwesten ein Abschnitt des Europäischen Fernwanderwegs E1.